# Geschiedenis van Afrika
Het artikel, de geschiedenis van Afrika gaat voornamelijk over de geschiedenis van Afrika Sub-Sahara, Afrika ten zuiden van de Sahara, of ook wel Zwart-Afrika genoemd. Afrika ten noorden van de Sahara en Ethiopië waren een onderdeel van de Antieke en Klassieke wereld. De geschiedenis van Sub-Sahara-Afrika werd door de Afrikanen zelf tot recent alleen mondeling overgedragen. Men was voor het vastleggen van de geschiedenis daarvan voor een groot deel afhankelijk van de Europeanen, die vaak geen neutrale kijk hadden op de door hen onderworpen volken. De geschiedenis van boven de Sahara wordt beschreven in de Geschiedenis van Noord-Afrika. De Sahara zelf heeft ook een rijke geschiedenis.

## Prehistorie
Afrika is de bakermat van de mens. Als we de gegevens van de paleontologie en de archeologie mede in beschouwing nemen, heeft de mens in Afrika een lange geschiedenis.

### Steentijd
Naast de voor Eurazië gebruikelijke indeling in vroege steentijd (paleolithicum) en late steentijd (neolithicum) worden voor de Afrikaanse steentijd de volgende periodes gebruikt:
- Early Stone Age (paleolithicum) - ongeveer 2,5 miljoen tot 130.000 jaar geleden (2,5 Ma tot 130 ka geleden)
- Middle Stone Age (mesolithicum) - 300.000 tot 50-25.000 jaar geleden (300 ka tot 50-25 ka geleden)
- Later Stone Age (neolithicum) - vanaf 50.000 tot 39.000 jaar geleden (Sub-Sahara, 50 ka tot 39 ka geleden)

Door fysisch-antropologen wordt Afrika beschouwd als de plaats waar de diersoort Mens voor het eerst ontstaan is. De verschillende mensachtigen, zoals Australopithecus afarensis, en vroege mensensoorten als Homo habilis en Homo erectus evolueerden later tot de moderne mens of Homo sapiens. Van zowel Homo habilis als Homo erectus zijn diverse stenen werktuigen (bijlen, pijlpunten etc) gevonden.
De oudste vondsten van resten van onze eigen soort Homo sapiens sapiens komen uit Afrika. Uit de Middle Stone Age komen de oudste fossielen met typische kenmerken van de vroege moderne mens. Vanaf circa 100.000 jaar (100 ka) geleden verspreidde de moderne mens zich vanuit Noordoost-Afrika via de Sinaï en het Arabisch Schiereiland over de rest van de Oude Wereld.
Tijdens de Later Stone Age bestond de bevolking van Sub-Sahara-Afrika uit jagers en verzamelaars. Tegenwoordig leeft nog een klein aantal mensen zo, met name de Bosjesmannen (!Kung,!Xam etc.) van het Kalahari-gebied. Een groot deel van Afrika bezuiden de evenaar werd ooit door Khoisan-sprekende mensen bewoond. Zij waren jagers en verzamelaars, maar sommigen (bijvoorbeeld de Khoi van het Kaapland) gingen later over op veeteelt en landbouw.

#### Epipaleolithicum en neoliticum in Noord-Afrika
Tegen het einde van de Middle Stone Age vond er een terugmigratie vanuit West-Azië  plaats. Noord-Afrika, inclusief noordelijk Oost-Afrika kwam daarmee in het invloedsbereik van het Euraziatische cultuurgebied. Men kan hier dan ook spreken over epipaleolithicum en neolithicum. Voor Sub-Sahara-Afrika gebruikt men de term Later Stone Age.
Er zijn twee vroege neolithische kerngebieden aan te wijzen. In Nubië vindt men al vroeg de eerste tekenen van landbouw, veeteelt en aardewerkproductie,  waarschijnlijk door beïnvloeding vanuit het Arabisch Schiereiland. In de Nijldelta vestigden zich landbouwers uit de Levant.
Na het einde van de ijstijd waren er perioden waarin de Sahara een groen en vruchtbaar gebied was. Tijdens het Holoceen subpluviaal vestigden er zich zowel vanaf de kust van de Middellandse Zee als vanuit het zuiden mensen. Tijdens het pastoraal neolithicum begon men in dit gebied runderen, schapen en geiten te houden. Met de uitdroging van de Sahara trokken de bewoners zich samen in een aantal oasen en -vooral- in het dal van de Nijl.

### Bronstijd  en ijzertijd
Sommige geleerden, zoals Eugenia W. Herbert, gaan ervan uit dat Sub-Sahara Afrika geen specifieke bronstijd heeft gehad en dat brons-en ijzertijd, gelijktijdig ontstonden rond 900-800 v.Chr.
Een specifieke bronstijd vindt men slechts in Noord- en Noordoost-Afrika. In de Nijlvallei ontstond een van de vroegste georganiseerde beschavingen, het Oude Egypte. De economie van deze eerste staat dreef op de landbouw, voornamelijk het verbouwen van graan. De technieken van het bronsgieten verspreidden zich verder ten zuiden van Egypte in Kerma (Nubië).

## Klassieke Oudheid: Egypte, Koesj, Rome

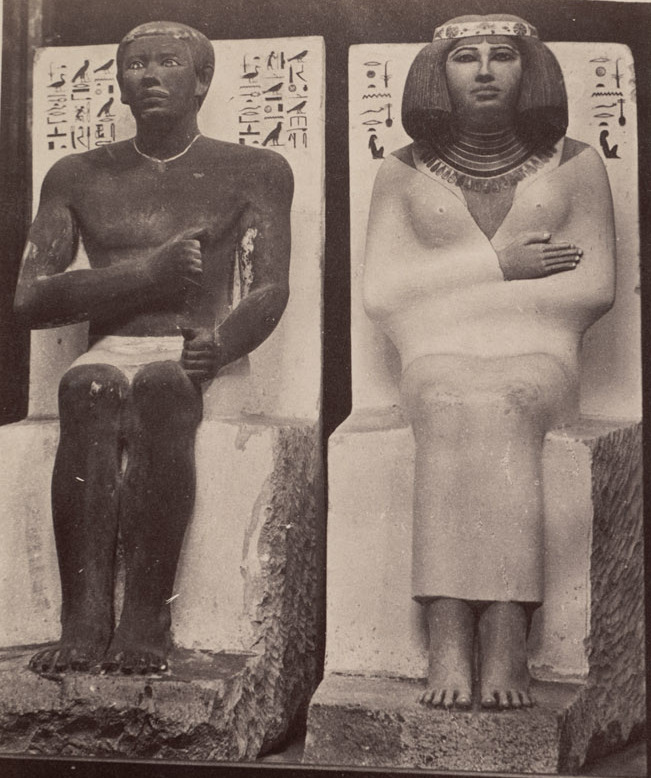
Koesjitische (Soedanese) Farao op de Egyptische troon

Egypte had al vroeg contacten diep het achterland in. Zo was Koesj een deel van Egypte en regelmatige vertrokken er expedities naar de Hoorn van Afrika, naar Poent. Tijdens de instabiele derde tussenperiode van Egypte begonnen de Koesjieten zich los te maken van Egyptische farao's en vestigden de autonome staat Koesj, met de steden Napata (aan de voet van de heilige berg Djebel Barkal) en Meroë als belangrijkste machtscentra. De Koesjitische cultuur was sterk beïnvloed door de Egyptische cultuur. Zo werden hier ook piramides gebouwd. Deze graftombes waren echter maar zo'n tien meter hoog en veel steiler dan de Egyptische piramides.
Piye, koning van Koesj (Nubië) veroverde rond 740 V.Chr. geheel Egypte en stichtte de 25e dynastie van Egypte, de periode van de zwarte farao's. Met hulp van de Assyriërs kon Psammetichus I Egypte heroveren. Hij kreeg controle over gehele land in 656 v.Chr. .
Volgens de traditie werd het koninkrijk Ethiopië in 980 v.Chr. gesticht door Menelik I, de zoon van Salomo en de koningin van Sheba.
De voorouders van de Bantoevolken zouden omstreeks 1000 v.Chr. begonnen zijn door te dringen in het Centraal-Afrikaanse regenwoud, waarschijnlijk langs de grote rivieren. Van daaruit zouden zij de omgeving van het Victoriameer hebben bereikt, die een secundair centrum zou worden vanwaar zij zich in de eerste eeuwen van onze tijdrekening over een groot deel van Oost-Afrika zouden verspreiden.
Rond het begin van de jaartelling was de gehele noordkust van Afrika deel van het Romeinse Rijk. Zo is het continent ook aan zijn naam gekomen: Africa was de Latijnse naam voor de landstreek rond het huidige Tunesië. Noord-Afrika was een van de toonaangevende gebieden wat de cultuur betreft. Aan Romeinse periode kwam een einde door de Vandaalse verovering van Afrika in de vijfde eeuw.
Met de komst van het christendom werd dit hele gebied aanvankelijk christelijk. Hoewel de sluiting van de Isis-tempel in Elefantine door de zuiderburen niet in dank werd afgenomen, drong het nieuwe geloof al spoedig ook in Nubië door. Later zou het zich ook naar Ethiopië verspreiden. Bij de komst van de islam bleef Nubië nog lang (tot 16e eeuw) aan het Koptische geloof vasthouden en voor Ethiopië geldt dat tot op de dag van vandaag.

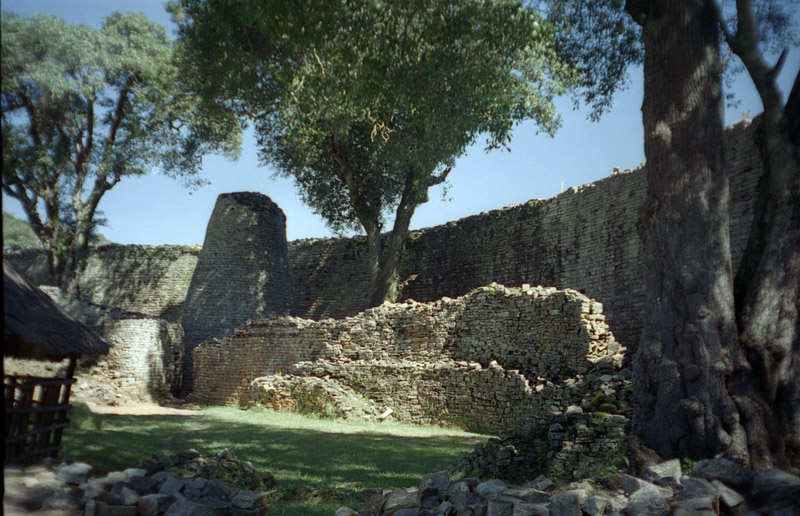
Ruïnes van Groot Zimbabwe

## Prekoloniale periode
In de vijfde en zesde eeuw ontstonden in West-Afrika het grote Ghanese rijk en Kanem-Bornu, die in de elfde eeuw werden binnengevallen door de noordelijke islamitische buren. In 1230 viel de hoofdstad van Ghana. Van de dertiende tot halverwege de zestiende eeuw ontstonden daarop ten zuiden van de Sahara de grote islamitische rijken van Songhai en Mali (hoofdstad Timboektoe). Mekka is voor een groot deel gebouwd van geld van deze bloeiende koninkrijken. In dezelfde periode bloeide in zuidelijk Afrika de ijzertijdcultuur van Groot-Zimbabwe. Deze cultuur had, blijkens de in de forten gevonden voorwerpen, handelsbetrekkingen met onder meer China.

## Europese kolonisatie

### Vijftiende eeuw
Het ronden van Kaap Bojador in 1434 door de Portugezen kan worden beschouwd als het begin van de Europese ontdekkingsreizen. In 1441 kocht Antão Gonçalves de eerste zwarte Afrikaanse slaaf en het jaar erop kocht hij er nog eens tien. Ze werden "azenegue" genoemd. In 1445 stichtte Nuno Tristão de eerste factorij, Feitorias, op het eiland Arguin. Tegen dood van Hendrik de Zeevaarder in 1460 had men de West-Afrikaanse kust verkend tot aan Kaap Palmas, het begin van de Golf van Guinee.
In 1469 verleende koning Alfons V van Portugal het monopolie op de Golf van Guinee aan Fernão Gomes, een handelaar uit Lissabon, tegen een jaarlijkse huur van 200.000 réis. In het contract werd verder bepaald dat Gomes de ontdekkingen moest voortzetten en tot honderd leuga's (150 mijl) langs de kust verder moest varen. In die periode werden de goudmijnen van Elmina ontdekt, dit werd een drijfveer voor verdere zoektochten.
Tijdens de regeerperiode van koning Johan II van Portugal (1481-1495) ontdekte Diogo Cão de monding van de Kongostroom en rondde Bartolomeu Dias, Kaap de Goede Hoop. Tijdens die periode werden de eilanden Sao Tomé en Principe bevolkt.
Vasco da Gama was de eerste Europeaan die rond Afrika voer (1497-1498). Tijdens de historische reis in 1500 onder Pedro Álvares Cabral werd niet alleen Brazilië ontdekt, maar ook Madagaskar.

### Zestiende eeuw

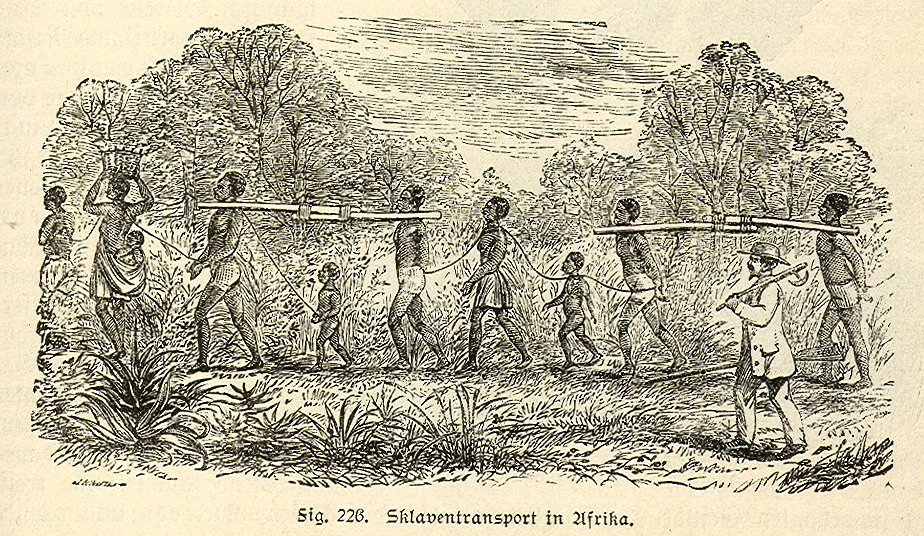
19e-eeuwse gravure van een slaventransport

Dankzij het Verdrag van Alcáçovas had Portugal het monopolie over Zwart-Afrika. Sao Tomé en Principe werd een proefstation voor suikerrietplantages en zwarte slaven. Vanaf 1530 begon de uitbouw van Koloniaal Brazilië, daarvoor had men veel mankracht nodig, een grootschalige slavenhandel kwam op gang. Daarenboven zorgde de komst van de Europeanen in de Nieuwe Wereld voor massale sterfte bij de inheemse bevolking aan de voor hen nieuwe ziektes, zoals pokken, pest, tyfus, griep en mazelen. Ook het Spaanse Rijk had behoefte aan resistente arbeidskrachten. Luanda werd in 1575 de hoofdstad van Portugees-West-Afrika en de draaischijf van de zwarte slavenhandel. In 1580 stierf het Portugese koningshuis Aviz uit. Portugal en Spanje werden verenigd door de Iberische Unie (1580-1640). In 1595 werd het Spaanse systeem van de asiento's ingevoerd.

### Zeventiende eeuw
De Iberische Unie sleurde Portugal mee in de Tachtigjarige Oorlog en in 1601 brak de Nederlands-Portugese Oorlog uit. De Nederlanders slaagden erin in 1633 het eiland Arguin te veroveren, in 1637 speelden de Portugezen, Elmina kwijt en 1641 palmden de Nederlanders de slavenhandel in. In 1652 stichtte de Nederlander Jan van Riebeeck namens de Vereenigde Oostindische Compagnie de Kaapkolonie aan de Tafelbaai waar nu Kaapstad is. Zijn negentig kolonisten, waaronder acht vrouwen, legden tuinen aan om fruit en groente te kweken voor de VOC-schepen.
In de Tweede helft van de zeventiende eeuw was Portugal zijn monopolie op Zwart-Afrika kwijt en andere Europese mogendheden profiteerden van de lucratieve slavenhandel. De Nederlanders via de Slavenkust, de Engelsen via de Royal African Company en de Fransen via Senegambia. 
De slavenhandel zorgde voor het ontstaan van nieuwe koninkrijken zoals dat van de Ashanti, totdat de Europese kolonisatie ook deze van hun macht beroofde. Aan de noord- en oostkust van het continent eiste de Arabische slavenhandel zijn tol. Aan de oostkust van Afrika werd het eiland Zanzibar de draaischijf van deze slavenhandel.

### Achttiende eeuw
Onder invloed van de Verlichting en het idee van de rechten van de mens kwam de roep om de afschaffing van de slavernij op gang. De pers maakte meer en meer gewag van de mistoestanden en slavenopstanden. Freetown werd in 1787 de eerste Afrikaanse stad van bevrijde slaven.
Centraal-Afrika was eind achttiende eeuw nog steeds terra incognita. In 1788 zette de African Association een expeditie op, om Timboektoe te vinden, een stad die volgens de overlevering enorm rijk zou zijn aan goud en andere schatten. Ook moest de expeditie de loop van de rivier de Niger in kaart brengen.
In 1795 hield de Republiek der Zeven Verenigde Nederlanden op te bestaan en werd een onderdeel van de Eerste Franse Republiek, de Bataafse Republiek. Engeland maakte van deze situatie gebruik om de Kaapkolonie in te palmen.

### Negentiende eeuw

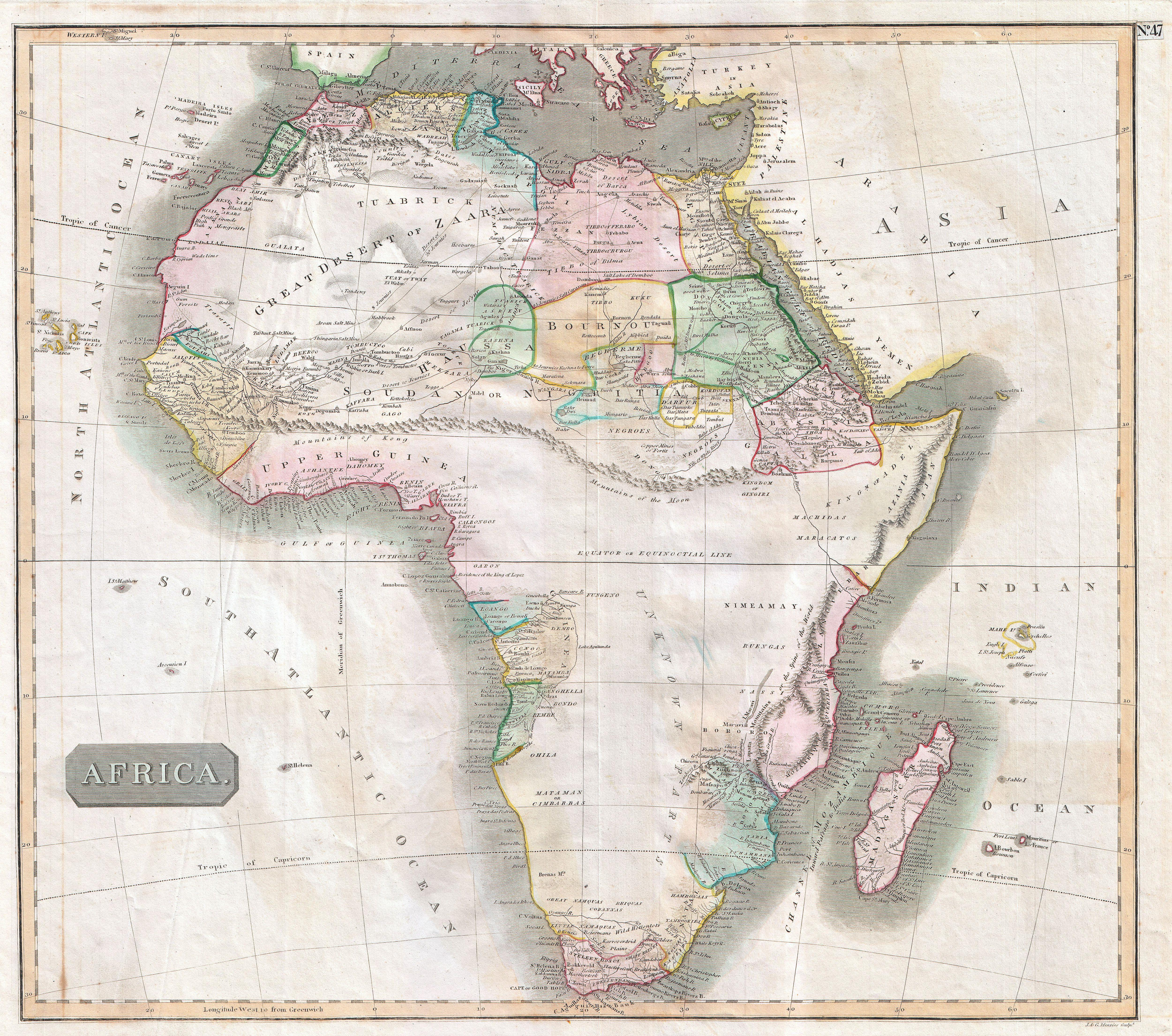
Kaart van Afrika in 1813, centraal gedeelte ongekend.

In 1806 hield de Bataafse Republiek op te bestaan en palmden de Britten de Kaapkolonie in. Met de afschaffing van de slavenhandel in 1807 probeerde de Britten de andere mogendheden economisch te treffen. De Sierra Leone Kolonie en Protectoraat werd in 1808 opgericht, het was een kolonie onder Britse bescherming om bevrijde slaven te vestigen. Pas in 1833 met de Slavery Abolition Act werd de situatie werkelijk aangepakt. De draaischijf van de handel verplaatst zich naar de oostkust van Afrika, Zanzibar (eiland) en Mozambique. In de Verenigde Staten moedigen de plantagehouders het kweken van eigen slaven aan. Op het Afrikaanse vasteland start men allerlei plantages op.
Vanaf 1835 emigreren zo'n 12.000 Nederlandstalige Afrikaner boeren uit de door de Britten geannexeerde Kaapkolonie naar het binnenland van Zuid-Afrika om hier hun eigen onafhankelijke Boerenrepublieken te stichten, de Grote Trek
De combinatie van antislavengenootschappen en de behoefte om de natuurvolkeren te kerstenen leidde tot expedities en missionering van het Afrikaanse binnenland. De meest gekende uit die tijd was de Schotse missionaris David Livingstone. Hij was de eerste Europeaan die de Victoriawatervallen zag, in 1855.

#### Wedloop om Afrika en het Nieuw Imperialisme
De Wedloop om Afrika begon in de jaren zeventig van de negentiende eeuw en de exploratie van Centraal-Afrika. De Fransen stuurden Pierre Savorgnan de Brazza, koning Leopold II van België stuurde Henry Morton Stanley en de Portugezen claimden het Koninkrijk Kongo. De Britten probeerden de opstanden in Zuid-Afrika in te dammen en lieten hun oog vallen op Egypte en de controle over het Suezkanaal. Frankrijk breidde zijn invloedssfeer uit in West-Afrika en de Britten vatten het plan van de Kaap-Caïro-spoorweg op. In de inlijvingswoede viel Duitsland uit de boot en kanselier Otto von Bismarck riep daarom de Koloniale Conferentie van Berlijn (1884-1885) samen.
De grote mogendheden kwamen overeen dat het hart van Afrika een vrijstaat zou worden onder het persoonlijk bestuur van koning Leopold II van België, dit tot groot ongenoegen van de Portugezen, die een west-oost-as voor ogen hadden. Afrika werd op papier onder de Europese staten verdeeld, zonder de inheemse bevolking te raadplegen. Het begin van een periode van exploitatiekolonialisme, raciale onderdrukking en de vernietiging van de Afrikaanse cultuur.
Er was een verschil tussen de onderhandelingstafel en het terrein en dat leidde tot conflicten, bijvoorbeeld het Fashoda-incident in september 1898 tussen het Britse en het Franse leger of het Brits ultimatum van 1890 met Portugal.
De bodemrijkdom van Zuid-Afrika zette de Britten op het idee om gehele gebied in de palmen. Na twee Boerenoorlogen hadden ze hun doel bereikt.
In 1899 werd Soedan een deel van het Britse Rijk. In 1900 telde Afrika circa 100 miljoen inwoners.

### Twintigste eeuw

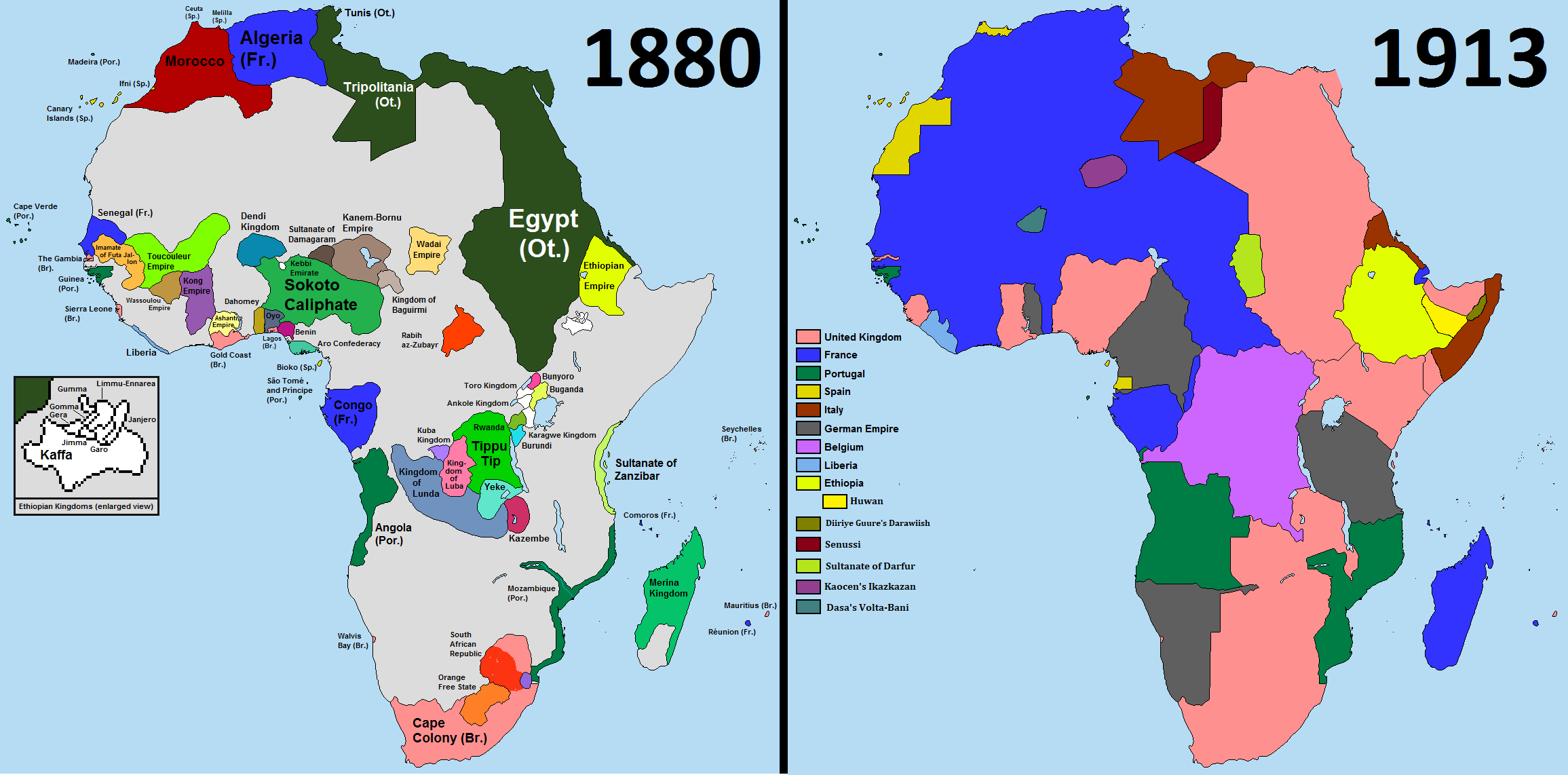
Wedloop om Afrika

Duitse koloniën

Afrika net voor de Tweede Wereldoorlog

Het kolonialisme veroorzaakte enerzijds gruweldaden, bijvoorbeeld in Soedan na het neerslaan van de Mahdi stierf twee derde van de bevolking aan ontbering, de Duitsers waren verantwoordelijk voor de Namibische Genocide, koning Leopold II van België werd gedwongen zijn Congo-Vrijstaat over te hevelen aan de Belgisch Staat wegens wanbestuur, de Fransen stuurden zowat tweehonderdduizend Tirailleurs sénégalais naar de slagvelden van de Eerste Wereldoorlog. Anderzijds begon de levensverwachting wel toe te nemen als gevolg van de door de koloniale machten verbeterde medische zorg.
De slavenhandel mocht dan in naam zijn afgeschaft, maar in de praktijk werd de Afrikaanse bevolking hun land afgenomen en werd ze gedwongen tot dwangarbeid. Groot-Brittannië, Frankrijk, Duitsland, België, Portugal en Italië hadden in 1914 bij het uitbreken van de Eerste Wereldoorlog het grootste deel van Afrika in hun bezit. Alleen Liberia en Ethiopië waren onafhankelijke naties. Afrika was een periferiegebied dat de Europeanen gebruikten om er grondstoffen vandaan te halen en hun industrieproducten er weer te verkopen.
In 1910 werden de verschillende Zuid-Afrikaanse koloniën gebundeld in de dominion, de Unie van Zuid-Afrika, de Kolonie en Protectoraat Nigeria in 1914 en in 1920 werd de Kolonie en Protectoraat Kenia opgericht.
De Eerste Wereldoorlog speelde zich ook af op het Afrikaanse continent, de Oost-Afrika campagne, waar de Duitsers hun Schutztruppe inzetten. Na de Duitse nederlaag in  1918, verloor het Duitse Rijk al zijn koloniën, het werden mandaatgebieden onder toezicht van de Volkenbond. Met het Verdrag van Versailles (1919) werd de wereld opnieuw verdeeld onder de overwinnaars, zonder de respectievelijke inwoners te kennen. De grenzen van de nieuwe staten waren lukraak door de Europeanen getrokken. Daardoor is de huidige situatie ontstaan, dat in de meeste Afrikaanse staten meerdere volkeren wonen terwijl vrijwel elk volk in meerdere staten woont. Hierdoor waren de Afrikaanse natiestaten van meet af aan zwak. De reactie kwam van de Amerikaan W.E.B. Du Bois, die het Pan-Afrikaans Congres (1919) bijeenriep, waar de grieven van de Afrikanen werden geformuleerd en neergelegd bij de Volkenbond, het begin van het Panafrikanisme.
Aangezien dat alle beslissingen werden genomen buiten Afrika, kwam de verandering ook vandaar. De opkomst in Europa van het communisme, tegen het imperialisme en zijn tegenhanger het fascisme sijpelde langzaam door naar het continent. De tussenkomst van de Senegalees Lamine Senghor op het Brussels congres van 1927 is het vermelden waard.
Wat de gewone Europese burger te weten kwam van de kolonies, vernam hij via kerk of krant. De koloniale tentoonstellingen gaven een ideaal beeld over de geplogenheden overzee. De Koloniale Tentoonstelling (Parijs, 1931) was misschien de roemruchtigste, met meer dan acht miljoen bezoekers. Er waren zelfs etnologische tentoonstellingen!
Qua compensaties na de Eerste Wereldoorlog voelde Italië zich tekort gedaan. Benito Mussolini liet zijn oog vallen op het nog vrije Keizerrijk Ethiopië. Na zeven maanden strijd was het land veroverd, en werd het een deel van Italiaans-Oost-Afrika.
De geschiedenis herhaalde zich. De onvrede tussen de verschillende Europese landen leidde tot de Tweede Wereldoorlog. De Europese landen met kolonies in Afrika maakten gretig gebruik van de Afrikaanse grondstoffen, maar ook van de mankracht. Het oorlogstheater speelde zich voornamelijk af in Noord-Afrika, behalve de Italiaanse agressie in Oost-Afrika (1940-1941). Daarna was Ethiopië terug vrij.
Charles de Gaulle probeerde met zijn Vrije Fransen, voornamelijk manschappen uit de Franse kolonies, tegengas te leveren. Op het einde van de Tweede Wereldoorlog waren de koloniale mogendheden niet alleen in de perceptie bij de gekoloniseerde volkeren hun onaantastbaarheid kwijt, maar waren ook uitgeput.
Om al deze Afrikaanse vrijwilligers naar het front te krijgen, deden de koloniale grootmachten dure beloftes. Er brak onrust uit in verschillende koloniën, zoals het Bloedbad van Thiaroye (Senegal), het Bloedbad van Sétif, Guelma en Kherrata (Algerije), de Malagassische Opstand en de Bamileke Oorlog (Frans-Kameroen).

#### Dekolonisatie

Evolutie van de dekolonisatie

Na de Tweede Wereldoorlog waren de machtsverhoudingen in de wereld gewijzigd. De Verenigde Naties, had bij de oprichting in 1945 vijf permanente leden, de Volksrepubliek China, Frankrijk, de Sovjet-Unie, het Verenigd Koninkrijk en de Verenigde Staten. Al snel kwam er een breuk tussen het Westen en het Oosten, de Koude Oorlog. De Verenigde Staten, die voor vrije economie streefde en de Sovjet-Unie, die zich verzette tegen het kapitalisme, stonden tegenover elkaar. Een nieuwe wedloop vond plaats, die zich ook in Afrika afspeelde.
Vietnam, Laos en Cambodia verklaarden zich onafhankelijk in 1945, Syrië en Jordanië werden onafhankelijk in 1946, India en Pakistan in 1947. Het hek was van de dam. Het eerste onafhankelijk land in Afrika na de Tweede Wereldoorlog was het Koninkrijk Libië in 1951.
Egypte werd het schoolvoorbeeld voor wat Afrika te wachten stond. Het begon met een opstand, die oversloeg naar de rest van Noord-Afrika. De leider (Gamal Abdel Nasser) nationaliseerde een koloniaal privébedrijf (het Suezkanaal), de koloniale machten grijpen in (Suezcrisis) en de grote mogendheden (VS en de Sovjetunie) bepalen de uitkomst. Het land (Egypte) ging zich moderniseren en vooral bewapenen en liepen tegen een schuldenberg aan.
Een van de eerste opstanden in Zwart-Afrika, was de Mau Mau-opstand (1952-1960) in Kenia gevolgd door de Eerste Soedanese Burgeroorlog (1955-1972).

#### Onafhankelijkheidsgolf
Tussen 1957 en 1967 werd het leeuwendeel van de Afrikaanse landen onafhankelijk, enkel Portugal bleef halsstarrig aan zijn kolonies vasthouden. Angola en Mozambique werden pas in 1975 onafhankelijk. De Zimbabwaanse Onafhankelijkheidsoorlog duurde tot 1980. Namibië verwierf zijn onafhankelijkheid in 1990.
Dankzij de Verenigde Naties werden de nieuwe landen gehoord, maar niet altijd van harte. De overgang was bruusk voor beide partijen. De kolonialen waren van de ene op de andere dag ontheemd en bij hun repatriëring werden ze koel onthaald. Zij die bleven riskeerden hun leven. De Afrikanen die voor de kolonialen hadden gewerkt werden beticht van collaboratie, velen werden omgebracht.
De Koude Oorlog vond ook plaats op het Afrikaanse continent. De ex-koloniale mogendheden wilden kost wat kost vermijden dat het communisme wortel schoot in Afrika. In 1961 werd de Beweging van Niet-Gebonden Landen opgericht en in 1963 zag de Organisatie van Afrikaanse Eenheid het daglicht.

#### Neokolonialisme

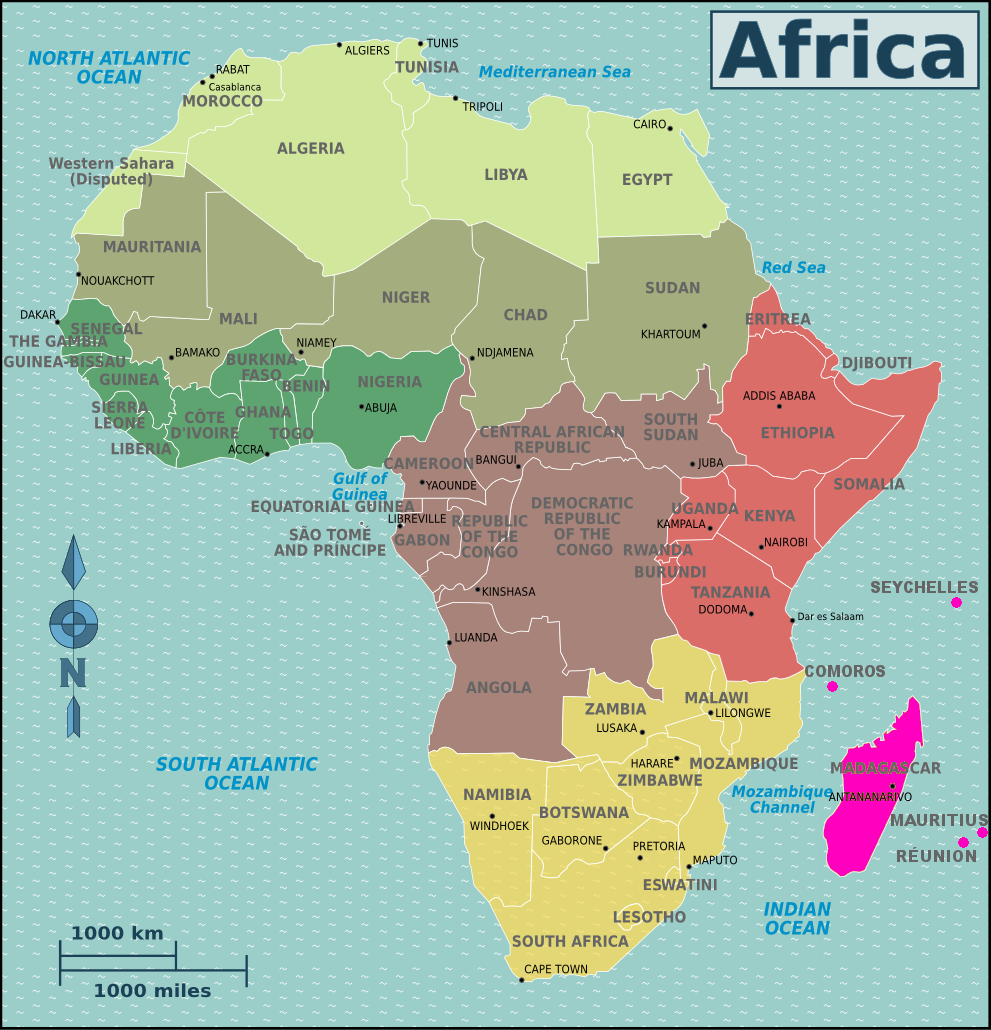
Verschillende regio's in Afrika

De ex-koloniale mogendheden hadden er alle belang bij dat er geen samenwerking was tussen de landen en dat de leider van het land aan hun kant stond, zodat ze verder de rijkdommen van de respectievelijke landen konden exploiteren, met goedkope arbeidskracht.
Meer dan andere ex-koloniale mogendheden is Frankrijk militair tussenbeide gekomen in de voormalige Franse koloniën, om een welgevallig regime te steunen of een onwelgevallig regime omver te werpen. Het is een controversieel beleid dat decennialang gepropageerd werd door Jacques Foccart, de Afrika-adviseur van de presidenten Charles de Gaulle, Pompidou en Chirac.  Deze economische en culturele invloed van Frankrijk in Afrika wordt weleens ironisch Françafrique genoemd.
Het Britse Rijk was intussen omgevormd tot het Gemenebest van Naties, die de gehele wereld vertegenwoordigde en waar verschillende landen reeds een verdere vorm van autonomie hadden verkregen. Eind de jaren zestig werd de Commonwealth Heads of Government Meeting opgericht, bijeenkomsten van het Gemenebest. Op een van deze samenkomsten, de Lancaster House Agreement van 1979, werd de onafhankelijkheid van Zimbabwe erkend.
Begin de jaren zestig stapte Zuid-Afrika uit het Britse Gemenebest en werd het een zelfstandige republiek. Zij leverden hand-en-spandiensten via huurlingen in verschillende Afrikaanse conflicten. Tegenover hen stonden de Cubanen gesteund door de Sovjet-Unie. (zie Angolese burgeroorlog)
Het wanbeleid van corrupte dictators en de burgeroorlogen (tegen de dictator of de naweeën van de opdeling van Afrika door de koloniale mogendheden, waarbij verschillende bevolkingsgroepen bij elkaar of van elkaar werden geplaatst) stortte het continent in armoede en chaos.

#### Kentering?
Na de val van het communisme en het einde van de Koude Oorlog, blies er een nieuwe wind over Afrika, wat de "nieuwe generatie van Afrikaanse leiders" werd genoemd. Twee secretarissen-generaal van de Verenigde Naties, Boutros Boutros-Ghali en Kofi Annan, twee winnaars van de Nobelprijs voor de Vrede, Kofi Annan en Nelson Mandela. Nelson Mandela was medeoprichter van The Elders, een groep van onafhankelijke wereldleiders die samenwerken voor vrede en mensenrechten. De toespraak van Thabo Mbeki, Ek is 'n Afrikaan, vertaalt duidelijk de hoop voor het continent.
De Ghanese economist George Ayittey doet vermoeden dat de toekomst toch niet zo rooskleurig wordt wanneer hij zegt: "Een nieuwe en boze generatie jonge Afrikaanse afgestudeerden en professionals, de 'Cheetah Generation', die de problemen van Afrika vanuit een nieuw perspectief bekijken, moeten opboksen tegen het mislukte regeringsbeleid van de 'Hippo Generation', leiders met de jarenzestigmentaliteit".

## 21ste eeuw
Ondanks de vele epidemieën die het continent teistert, zoals malaria, aids, onchocerciase, ebola en recent de coronapandemie steeg de bevolkingsgroei maal vier, van 300 miljoen rond 1960 naar 1,3 miljard in 2018. Het continent heeft ook te maken met de opwarming van de Aarde, voornamelijk met de droogte, bijvoorbeeld in Oost-Afrika. Dit in combinatie met regionale armoede en conflicten leidt tot een enorme mensenstroom. Al klaagt Europa over de grote vluchtelingenstroom gebeurt de migratie het meest in het continent zelf. Landen waar het economisch goed gaat, zoals Zuid-Afrika, Nigeria en Kenya hebben te maken met een grote instroom.
In 2002 werd de Organisatie van Afrikaanse Eenheid vervangen door de Afrikaanse Unie. Het parlement bevindt zich in Midrand in Zuid-Afrika.
Van alle koloniale machten is Frankrijk nog steeds militair actief (zie Malinese Burgeroorlog), de Verenigde Staten en Groot-Brittannië zijn vooral economisch actief. De nieuwe speler is China, dat begon met een conferentie in 2000 in Beijing, de Forum on China–Africa Cooperation (FOCAC). De Chinezen hebben de lessen van het neokolonialisme goed geleerd. Rijkdommen voor infrastructuur, het gebruik van de Afrikaan als goedkope werkkracht. Het verschil met de westerlingen is dat de Chinezen de Afrikaanse markt overspoelen met goedkope Chinese producten, met als gevolg dat lokale initiatieven moeilijk van de grond komen. Ook India toont meer en meer economische interesse in het continent, vooral in de voormalige Britse kolonies vind je een grote Indiase gemeenschap.
Ook Afrika is niet gevrijwaard van het Islamitisch terrorisme. Verschillende organisaties zijn er actief, zoals Al Qaida, Boko Haram (Nigeria), Al-Shabaab (Somalië en Kenia) ...
Niettemin alle negatieve opsomming is Afrika het continent van de toekomst met een zeer dynamische jeugd. Een van de vele voorbeelden is bijvoorbeeld de Keniaanse Nobelprijswinnares  Wangari Maathai met haar Green Belt Movement.